# Kék jég
A kék jég a repülőkről leszakadó fagyott vizelettömbök neve a fertőtlenítésre használt anyag színe után. Akkor képződik, ha a vécétartály egyébként rendszeresen ellenőrzött tömítése megsérül, és a tartály tartalma szivárogni kezd. A cseppek a nagy magasságban megfagynak, és az idő előrehaladtával egyre testesebb jégdarabok képződnek. Ereszkedés során, a külső hőmérséklet emelkedésével ezek a tömbök meglazulnak, és esetenként leválnak a gép törzséről. Ritka esetekben az is előfordul, hogy a nagy magasságból lehulló jégdarabok kárt tesznek a földön. 2006 októberében például a kaliforniai Chinóban egy ház tetejét rongálta meg az aláhulló kék jég.